# Serra del Rei (les Avellanes i Santa Linya)
La Serra del Rei és una serra situada al municipi de les Avellanes i Santa Linya a la comarca de la Noguera, amb una elevació màxima de 678 metres.